# Otakar Žanta
Otakar Žanta (20. března 1915 Stanový – 13. března 1944 Biskajský záliv) byl pilot 311. československé bombardovací perutě v období druhé světové války.

## Život

### Před druhou světovou válkou
Otakar Žanta se narodil 20. března 1915 ve Stanovém na Jablonecku. V rodné vsi vychodil obecnou a ve Vysokém nad Jizerou měšťanskou školu. Pracoval jako úředník v Hostivaři, protože se ale chtěl stát vojenským letcem, na dvakrát (poprvé neúspěšně, neprošel zdravotní prohlídkou) přihlásil do Školy pro odborný dorost letectva v Prostějově. Tu absolvoval mezi lety 1934 a 1936 jako nejlepší frekventant, poté nastoupil prezenční vojenskou službu u leteckého pluku 1 ve Kbelích. Sloužil jako pilot v pozorovacích letkách, jeho jednotka se v roce 1937 přemístila do Hradce Králové, kam se za ní na začátku roku 1938 přestěhoval. Od 31. srpna 1938 sloužil v letce zvědné. Během všeobecné mobilizace na podzim 1938 bylo základnou jeho jednotky letiště ve Zbraslavicích. Dosáhl hodnosti četaře. Byl i kvalitním lyžařem, v závodech se umísťoval na předních místech.

### Druhá světová válka

#### Francie
Po německé okupaci v březnu 1939 opustil Otakar Žanta 25. června 1939 ilegálně Protektorát Čechy a Morava a přes Polsko se přesunul do francouzského Boulogne-sur-Mer. Formálně 17. září téhož roku vstoupil do cizinecké legie, od 7. října se pak začal v Toulouse zaškolovat na stroje Bloch MB.210. Následně byl zařazen k jednotce GBI/21, se kterou se zúčastnil bitvy o Francii. Absolvoval čtrnáct nočních bombardovacích akcí (46 operačních hodin) na strojích Bloch MB.210 a modernějších Amiot 354. Po pádu Francie měla se souhlasem velitelů odletět dvojice letounů s československými letci do Spojeného království, stroj Otakara Žanty ovšem z důvodu špatného počasí a absence map zamířil do jugoslávského Záhřebu. V Bělehradu se Otakar Žanta k 1. září 1940 opět přihlásil do československé zahraniční armády a přes Řecko a Turecko se přesunul do Palestiny, kam se dostal 3. prosince. Zde byl 12. prosince prezentován u Československého pěšího praporu 11 – Východního a následně odeslán lodí okolo Afriky do Liverpoolu, kam dorazil 15. května 1941.

#### Spojené království
Otakar Žanta byl přijat do Royal Air Force a po zaškolovacích kurzech začal působit jako pilot ve škole pro radiotelegrafisty 2. SS v Yatesbury. Přestože by raději byl nočním stíhacím pilotem, díky své kvalifikaci a praxi byl dále školen jako pilot bombardéru. Do operačního výcviku byl zařazen 1. srpna 1942, po jeho ukončení pak 29. listopadu 1942 do 311. československé bombardovací perutě, která vykonávala protiponorkové hlídkové lety nad oceánem. První operační let absolvoval 13. prosince téhož roku. Dne 10. listopadu 1943 dorazil Žantův stroj asi 10 km od severozápadního španělského pobřeží již z předchozích bojů poškozenou německou ponorku U 966 kapitána Eckeharda Wolfa. Po proražení jejího pláště raketovými střelami byla nucena najet na mělčinu, kde jí posádka zničila náložemi. Dne 13. března 1944 jeho Consolidated B-24 Liberator "J" BZ995 beze stopy zmizel během hlídkového letu na Biskajským zálivem, jeho sestřel si nenárokoval žádný německý pilot a moře žádné z těl členů posádky nevyplavilo. Dosáhl hodnosti štábního rotmistra.

## Ocenění

### Vyznamenání
- 1940 Croix de Guerre avec palme
- Československý válečný kříž 1939
- 1943 Československá medaile Za chrabrost před nepřítelem[pozn. 1]
- Československá medaile za zásluhy I. stupně
- 1944 Pamětní medaile československé armády v zahraničí
- Hvězda 1939–1945
- Evropská hvězda leteckých posádek
- Atlantická hvězda
- Válečná medaile 1939–1945

### Posmrtná ocenění
- Otakar Žanta byl v roce 1947 in memoriam povýšen do hodnosti poručíka, v roce 1991 do hodnosti plukovníka